# Dan Lancaster
Pour les articles homonymes, voir Lancaster.
Pas d'image ? Cliquez ici

a Compétitions nationales et continentales officielles uniquement.

b Matchs officiels uniquement.
Dernière mise à jour le 16 juin 2025.
Dan Lancaster, né le 21 mai 2001 à Leeds (Angleterre), est un joueur anglais de rugby à XV jouant aux postes de demi d'ouverture ou de centre.
Il est le fils de Stuart Lancaster, joueur et entraîneur de rugby à XV.

## Biographie

### Jeunesse et formation
Dan Lancaster naît le 21 mai 2001 à Leeds, en Angleterre. Il est le fils de Stuart Lancaster, ancien joueur de rugby à XV, reconverti en tant qu'entraîneur. Il commence à jouer au rugby à XV à l'âge de sept ans, au club local du West Park Leeds RUFC.
En 2018, bien que né en Angleterre, il est sélectionné avec l'équipe d'Écosse des moins de 18 ans. En effet, possédant une grand-mère née à Dumfries, il est éligible pour jouer pour ce pays,.

### Débuts en deuxième division anglaise (2019-2024)
Dan Lancaster commence sa carrière dans sa ville natal, avec les Leeds Tykes en deuxième division anglaise durant la saison 2019-2020. La saison suivante, en janvier 2021, il est sélectionné en équipe d'Angleterre des moins de 20 ans. Il est alors l'un des deux seuls joueurs n'évoluant pas en Premiership. Après la relégation de Leeds la saison passée, il joue en troisième division. Avec les moins de 20 ans anglais, il joue tous les matchs du Tournoi des Six Nations en tant que titulaire. Les Anglais remportent cette compétition en réalisant le Grand Chelem.
À la suite de cette victoire dans le Tournoi, il est recruté par Steve Borthwick aux Leicester Tigers, évoluant en première division, pour la saison 2021-2022. Il ne joue cependant que cinq matchs de Coupe, échouant en demi-finale face aux London Irish, et ne prend part à aucune rencontre de championnat,. Il est ensuite prêté au Nottingham RFC en Championship afin de retrouver du temps de jeu.
Après seulement un an à Leicester, il quitte le club pour retourner en deuxième division et s'engage avec les Ealing Trailfinders. Il y joue durant deux ans, soit jusqu'en 2024, sans réussir à s'y imposer comme un titulaire indiscutable. Lors de sa dernière saison, il remporte la Championship mais son club n'est pas promu en Premiership, ne remplissant pas les critères d'éligibilité,.

### Transfert en France au Racing 92 (depuis 2024)
Avant la reprise de la saison 2024-2025, il est recruté par le Racing 92, équipe entraînée par son père. Ce transfert surprend car il n'a jamais joué en première division jusqu'alors et il est accusé de favoritisme car son père est l'entraîneur,. Il joue son premier match dès la première journée de Top 14, entrant en jeu contre le Castres olympique. Puis, barré au poste de demi d'ouverture par Owen Farrell, il enchaîne les titularisations au poste de centre, associé à Gaël Fickou, obligeant Josua Tuisova à jouer ailier et Sam James à l'arrière. Il marque son premier essai en France lors de la septième journée de Top 14, dans une défaite 32 à 15 contre l'Aviron bayonnais.
Début 2025, Dan Lancaster est annoncé du côté des Glasgow Warriors pour la saison 2025-2026.

## Statistiques
| Saison                    | Club                      | Compétition               | Matchs | Points | Essais |
| ------------------------- | ------------------------- | ------------------------- | ------ | ------ | ------ |
| 2021-2022                 | Leicester Tigers          | Coupe d'Angleterre        | 5      | 29     | -      |
| Total Leicester Tigers    | Total Leicester Tigers    | Total Leicester Tigers    | 5      | 29     | -      |
| 2022-2023                 | Ealing Trailfinders       | Championship              | 4      | 10     | 2      |
| 2023-2024                 | Ealing Trailfinders       | Championship              | 9      | 8      | -      |
| 2023-2024                 | Ealing Trailfinders       | Coupe d'Angleterre        | 1      | -      | -      |
| Total Ealing Trailfinders | Total Ealing Trailfinders | Total Ealing Trailfinders | 20     | 26     | -      |
| 2024-2025                 | Racing 92                 | Top 14                    | 18     | 50     | 1      |
| 2024-2025                 | Racing 92                 | Champions Cup             | 4      | -      | -      |
| 2024-2025                 | Racing 92                 | Challenge Cup             | 1      | 7      | -      |
| Total Racing 92           | Total Racing 92           | Total Racing 92           | 23     | 57     | 1      |
| Total                     | Total                     | Total                     | 48     | 112    | 1      |

## Palmarès

### En club
- Ealing Trailfinders
  - Vainqueur du Championnat d'Angleterre de 2e division en 2024

### En sélection nationale
- Angleterre -20
  - Vainqueur du Tournoi des Six Nations des moins de 20 ans en 2021 (Grand Chelem)